# Euphaedra saphirinia
Euphaedra saphirinia är en fjärilsart som beskrevs av August Wilhelm Knoch 1927. Euphaedra saphirinia ingår i släktet Euphaedra och familjen praktfjärilar. Inga underarter finns listade i Catalogue of Life.